# 富山県道13号朝日宇奈月線
富山県道13号朝日宇奈月線（とやまけんどう13ごう あさひうなづきせん）は、富山県下新川郡朝日町から黒部市宇奈月温泉を結ぶ県道（主要地方道）である。

## 概要
愛本橋はこの路線の一部であり、江戸時代に旧橋は日本三奇橋の一つといわれていた。黒部市宇奈月町音沢から宇奈月温泉までの区間は宇奈月ダムの工事用道路を転用したものであり、冬季は通行止めになる事も多いが、この区間は対岸の道路の代替であるので交通が途絶えるわけではない。

### 路線データ
- 起点：富山県下新川郡朝日町平柳（国道8号交点）
- 終点：富山県黒部市宇奈月温泉（富山県道14号黒部宇奈月線交点）

## 歴史
- 1993年（平成5年）5月11日 - 建設省から、県道朝日宇奈月線が朝日宇奈月線として主要地方道に指定される[1]。
- 1994年（平成6年）7月 - 宇奈月ダム下流工事用道路（1969年に自衛隊により1車線道路を建設、1979年にダム建設に伴い拡幅整備）のうち内山土捨場 - 音沢橋手前交差点までの間の延長1,552mが、県道に移管される[2]。

## 路線状況

### 重複区間

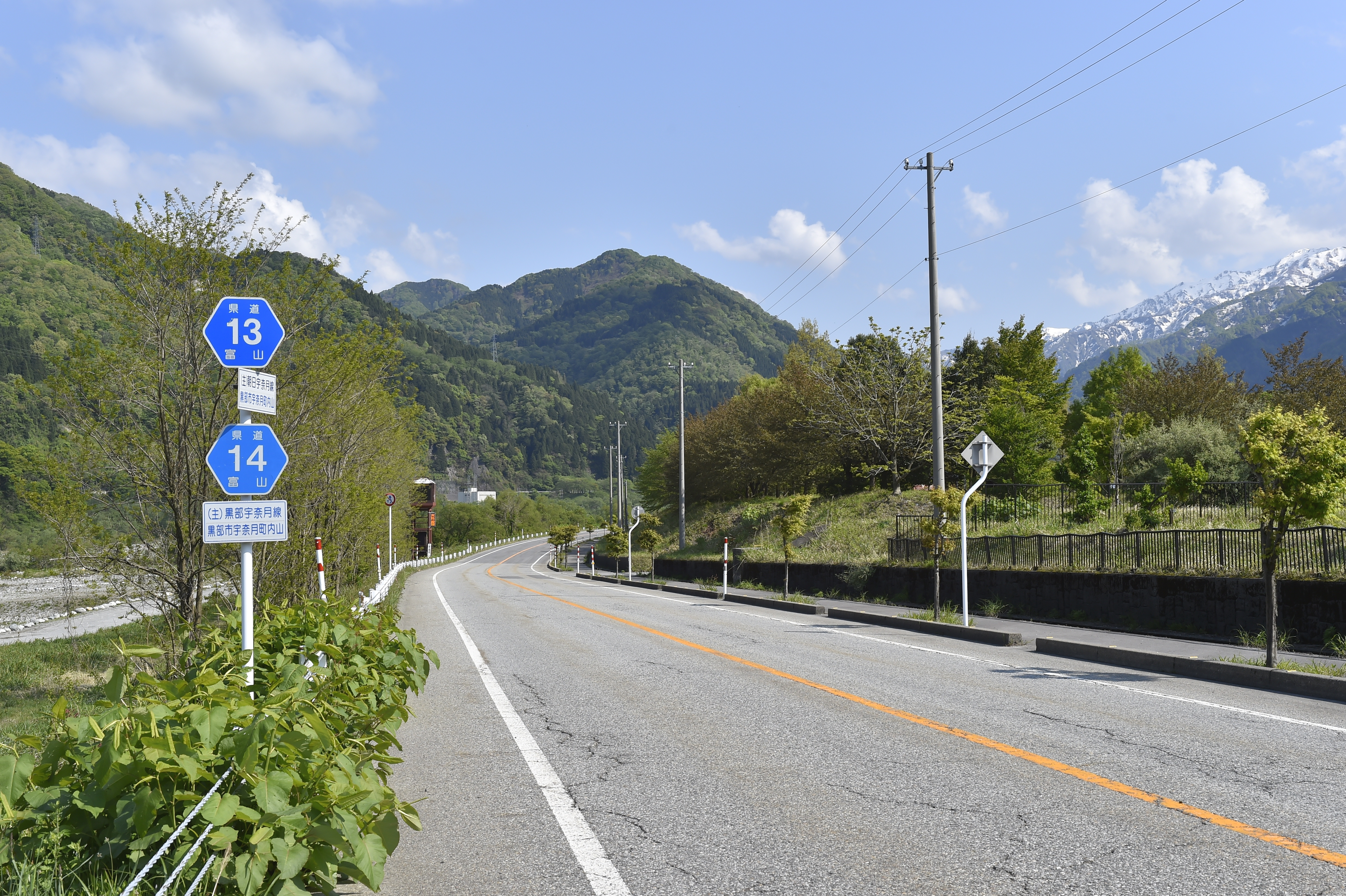
富山県道13号朝日宇奈月線と
富山県道14号黒部宇奈月線の重複区間（黒部市宇奈月町内山、2022年5月）

- 富山県道105号山崎草野線（下新川郡朝日町桜町）
- 富山県道106号北羽入入善線（下新川郡朝日町大家庄）
- 富山県道14号黒部宇奈月線（黒部市宇奈月町下立 - 黒部市宇奈月町内山）

## 地理

### 通過する自治体
- 下新川郡
  - 朝日町
  - 入善町
  - 黒部市

### 交差する道路
- 国道8号・富山県道104号泊停車場線（下新川郡朝日町平柳・平柳交差点、起点）
- 富山県道105号山崎草野線（下新川郡朝日町桜町）
- 富山県道105号山崎草野線（下新川郡朝日町桜町）
- 富山県道106号北羽入入善線（下新川郡朝日町大家庄）
- 富山県道106号北羽入入善線（下新川郡朝日町大家庄）
- 富山県道45号黒部朝日公園線（下新川郡入善町今江）
- 富山県道108号舟見入善線（下新川郡入善町舟見）
- 新川広域農道
- 富山県道63号入善宇奈月線（下新川郡入善町舟見）
- 富山県道328号音沢中ノ口線（黒部市宇奈月町中ノ口）
- 富山県道14号黒部宇奈月線（黒部市宇奈月町下立）
- 富山県道14号黒部宇奈月線（黒部市宇奈月町内山）
- 富山県道14号黒部宇奈月線（黒部市宇奈月温泉、終点）

### 主要橋梁・トンネル
- 愛本トンネル
- 想影橋

### 沿線にある施設など
- 富山地方鉄道本線 宇奈月温泉駅